# Crystal Renn
Crystal Renn (Miami, 18 giugno 1986) è una scrittrice e modella statunitense.

## Biografia
Crystal ha iniziato la carriera di modella nell'alta moda all'età di 14 anni, dopo aver perso circa un terzo del suo peso corporeo. La perdita di peso la portò ad alcuni problemi di salute, in seguito ai quali ripristinò la propria dieta originaria e le proprie abitudini. Riprese quindi 32kg e tornò ad una taglia statunitense 12, la 46 in Italia, rilanciata sul mercato come modella plus size, ossia di taglie comode.
Il 30 giugno 2007, Crystal ha sposato il proprio fidanzato di lunga durata Gregory Vrecenak, con una cerimonia tenutasi alla chiesa St. Ignatius Loyola di Manhattan, New York. Le fotografie del suo matrimonio furono effettuate dal fotografo di moda Brian Boulos. La coppia, tuttavia, divorziò nel 2009 e Crystal vive attualmente sola a Brooklyn, New York.

## Carriera
Come modella, Crystal ha ripetutamente lavorato con grandi nomi della fotografia di moda quali Ruven Afanador e Steven Meisel, è stata l'unica modella di taglia comode ad apparire sulla copertina di Harper's Bazaar ed è apparsa in quattro edizioni internazionali di Vogue, oltre ad aver avuto contatti con molte case di moda internazionali specializzate in taglie comode, quali Lane Bryant, Evans e Torrid. Ha sfilato in passerella per Vena Cava, Heatherette, Elena Mirò e soprattutto per la collezione prêt-à-porter primavera/estate 2006 di Jean-Paul Gaultier, a Parigi.
Al pubblico internazionale, Crystal è nota per aver eseguito, nel 2007, una serie di campagne pubblicitarie in sequenza per la casa di moda spagnola Mango, indossando abiti regolari ed apparendo nelle fotografie insieme a modelle più magre, senza per questo ricevere una specificazione in quanto plus-size.
L'8 settembre 2009 è stato pubblicato il primo, e per ora unico, libro di Crystal, intitolato Hungry e scritto insieme a Marjorie Ingall. Durante un'intervista video in Australia l'agente di Crystal, Gary Dakin, ha notato che il suo guadagno totale ora si "aggira attorno alle 7 cifre".
Crystal è attualmente reporter della rivista Glamour per le collezioni autunnali della settimana della moda di New York 2010.
Dalla primavera-estate 2011, Crystal è diventata testimonial della collezione MR Denim Collection, della casa di moda Marina Rinaldi Archiviato il 28 dicembre 2010 in Internet Archive.. Si tratta della prima collezione di jeans per curvy women.